# Hette Wijtze Hettema

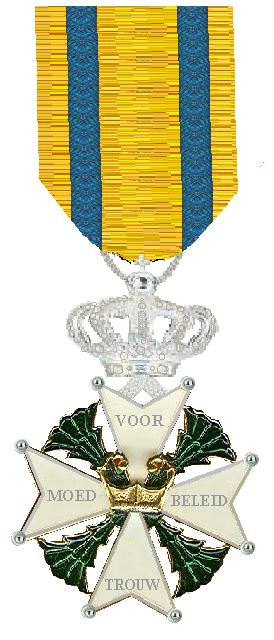
MWO.4

Hette Wijtze Hettema (Blokzijl, 3 mei 1893 - Almelo, 14 september 1967) was gezagvoerder ter koopvaardij.  

## Loopbaan
Hettema was van 1938-1944 gezagvoerder ter koopvaardij bij de Stoomvaart Maatschappij Nederland. Als gezagvoerder van het passagiersschip M.S. Marnix van St. Aldegonde nam hij van 7 - 12 november 1942 deel aan aan de landingsoperaties van het Britse Eerste leger op de Algerijnse kust terwijl Duitsers en Italianen daar bombardementen uitvoerden. Onder vaak hachelijke omstandigheden voerde hij zijn taak uit op bijzonder moedige en beleidvolle wijze en stelde een bezielend voorbeeld aan alle opvarenden door voortdurende, trouwe plichtbetrachting. Een groot aantal vervoerde Britse troepen, alsmede de kostbare lading oorlogsmaterieel, werd voor vernietiging, respectievelijk beschadiging behoed.
Hette Wijtze Hettema werd op 14 januari 1943 door h.m. koningin Wilhelmina te Londen benoemd tot Ridder in de Militaire Willems-Orde. 
Tevens ontving hij op 9 juni 1943 vanuit de Engelse Admiraliteit het Distinguished Service Cross voor zijn verrichtingen gedurende de landingen op Noord-Afrika in 1942.
Van 1944-1948 was hij kapitein-luitenant-ter-zee, van 1948-1951 kapitein-ter-zee K.M.R., vanaf 1945 hoofd Nederlandse routeringsdienst, vanaf 1946 hoofd handelsbescherming Marine en van 1951-(1956) hoofd bescherming bevolking te Almelo.
Hij trouwde in 1923 met Anna Wilhelmina Emilia barones van Verschuer (1899-1983).

## Varia
- Schrijver Klaas Norel beschrijft in zijn trilogie 'Varen en Vechten' verscheidene gebeurtenissen uit het leven van Hettema tijdens de Tweede Wereldoorlog, onder meer met de Marnix van St. Aldegonde, onder de naam Kapitein Stam.